# Empoasca gansella
Empoasca gansella är en insektsart som beskrevs av Ross 1959. Empoasca gansella ingår i släktet Empoasca och familjen dvärgstritar. Inga underarter finns listade i Catalogue of Life.